# Inmalthodes flavus
Inmalthodes flavus es una especie de coleóptero de la familia Cantharidae.

## Distribución geográfica
Habita en Borneo.